# Malledevarapura, Hassan
Malledevarapura là một làng thuộc tehsil Hassan, huyện Hassan, bang Karnataka, Ấn Độ.